# Модриновий ліс (пам'ятка природи)
Модри́новий ліс — ботанічна пам'ятка природи місцевого значення в Україні. Розташована в межах Локачинського району Волинської області, на північний схід від села Губин.
Площа 1,6 га. Статус надано 1972 року. Перебуває у віданні ДП «Володимир-Волинське ЛМГ» (Губинське л-во, кв. 13, вид. 18). 
Статус надано для збереження цінного насадження модрини європейської I бонітету. Вік дерев понад 80 років, висота понад 30 метрів. 
- Пам'ятка природи «Модриновий ліс» входить до складу ботанічного заказника «Губин».

## Галерея

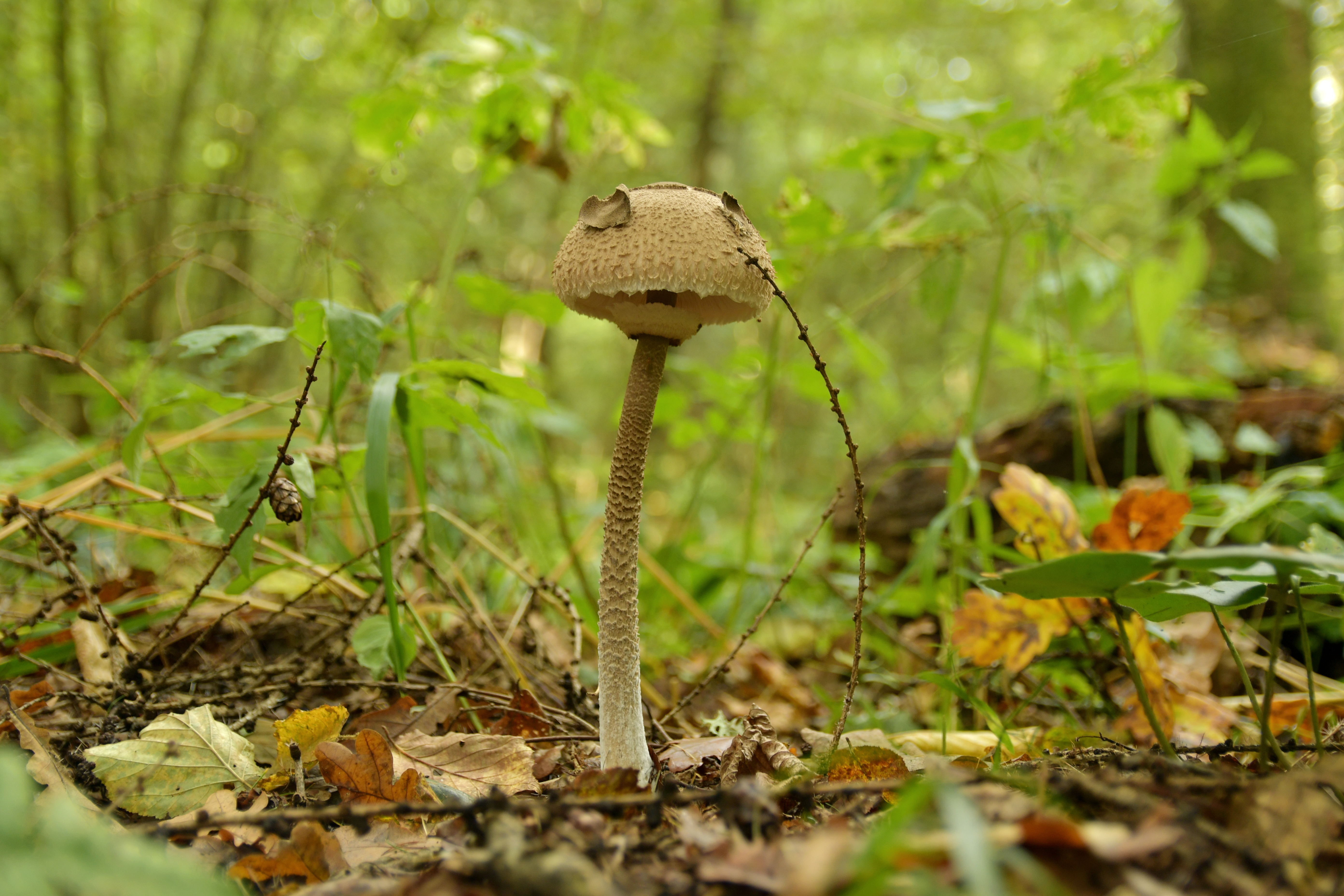
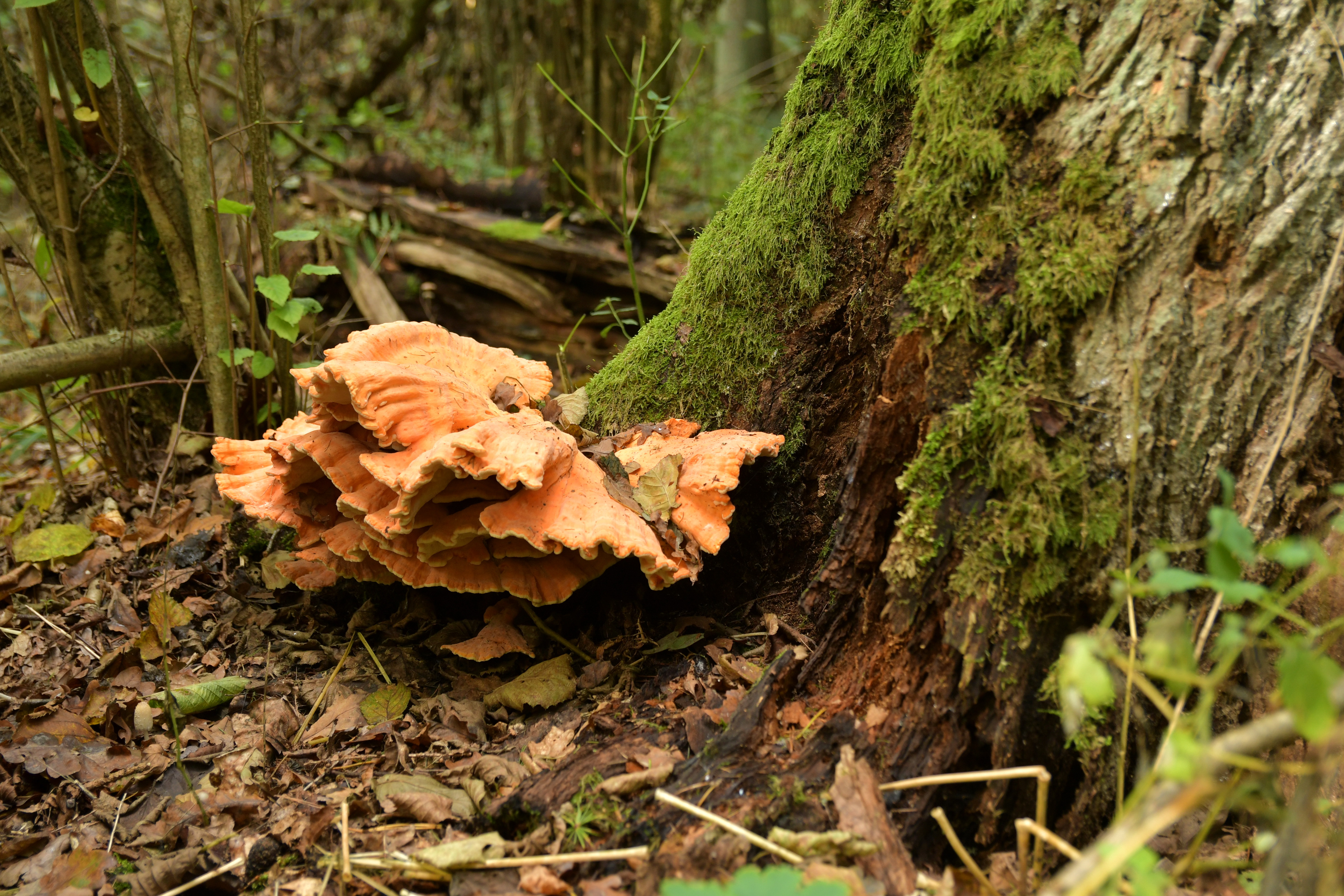
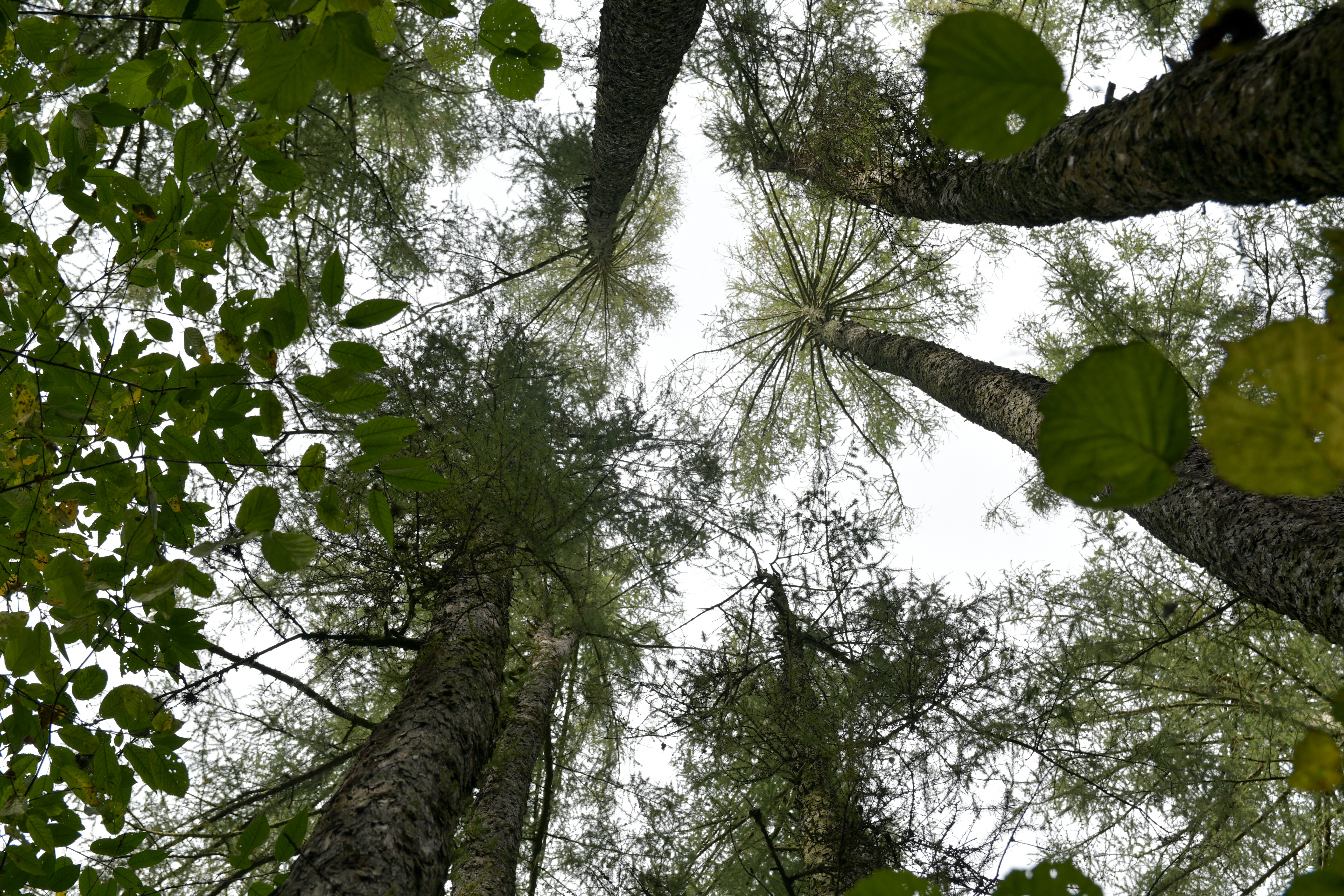
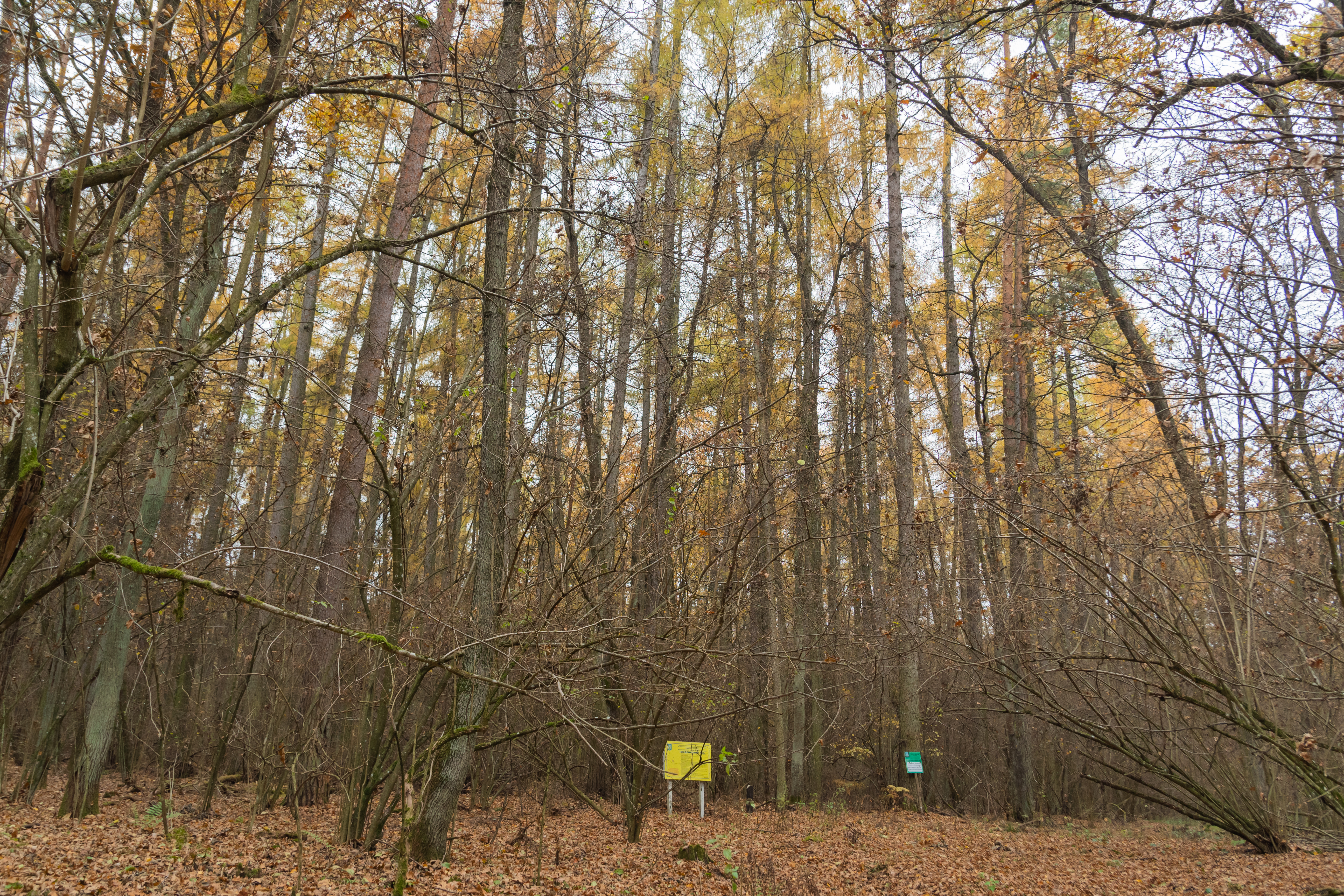
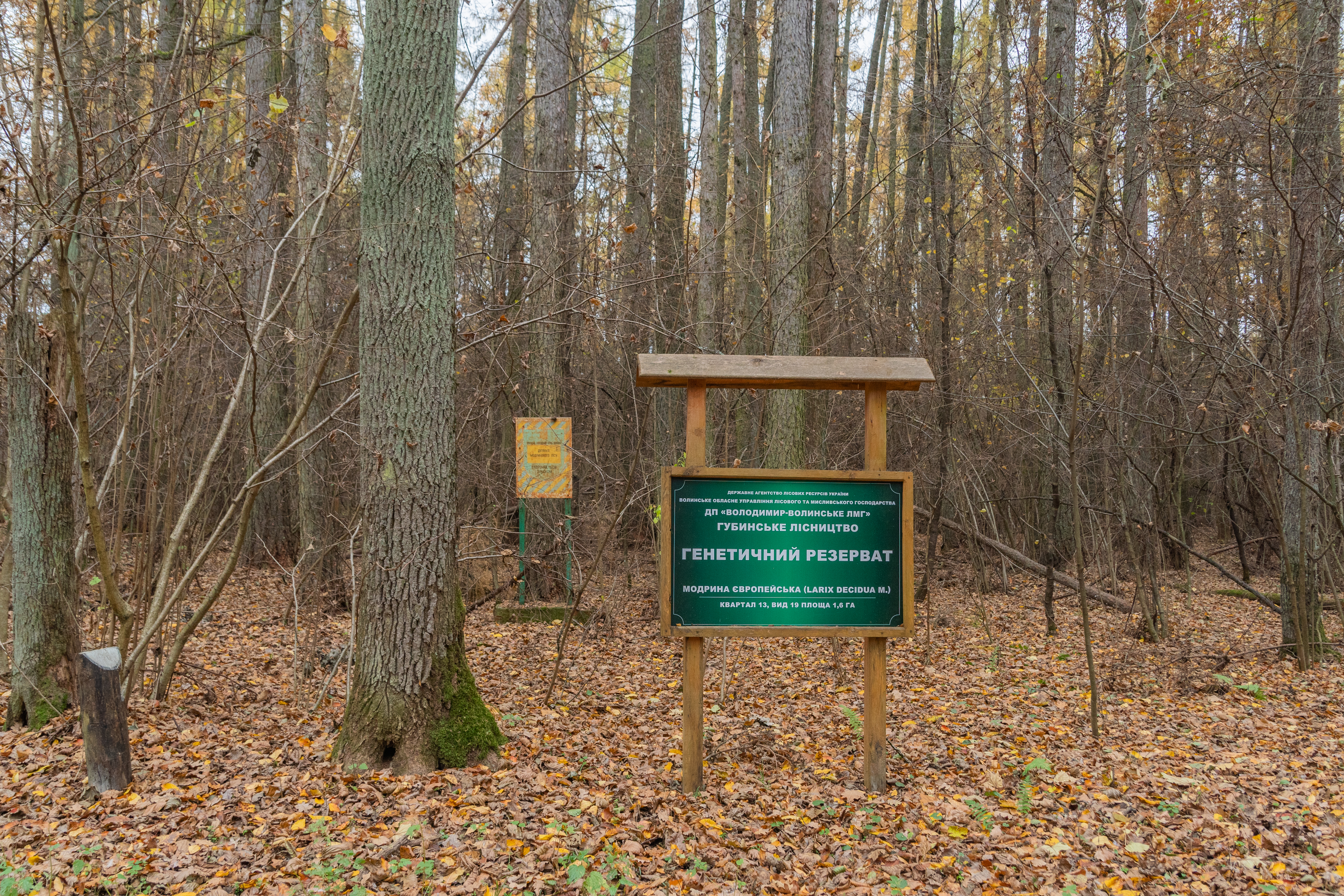